# Něrčinská smlouva

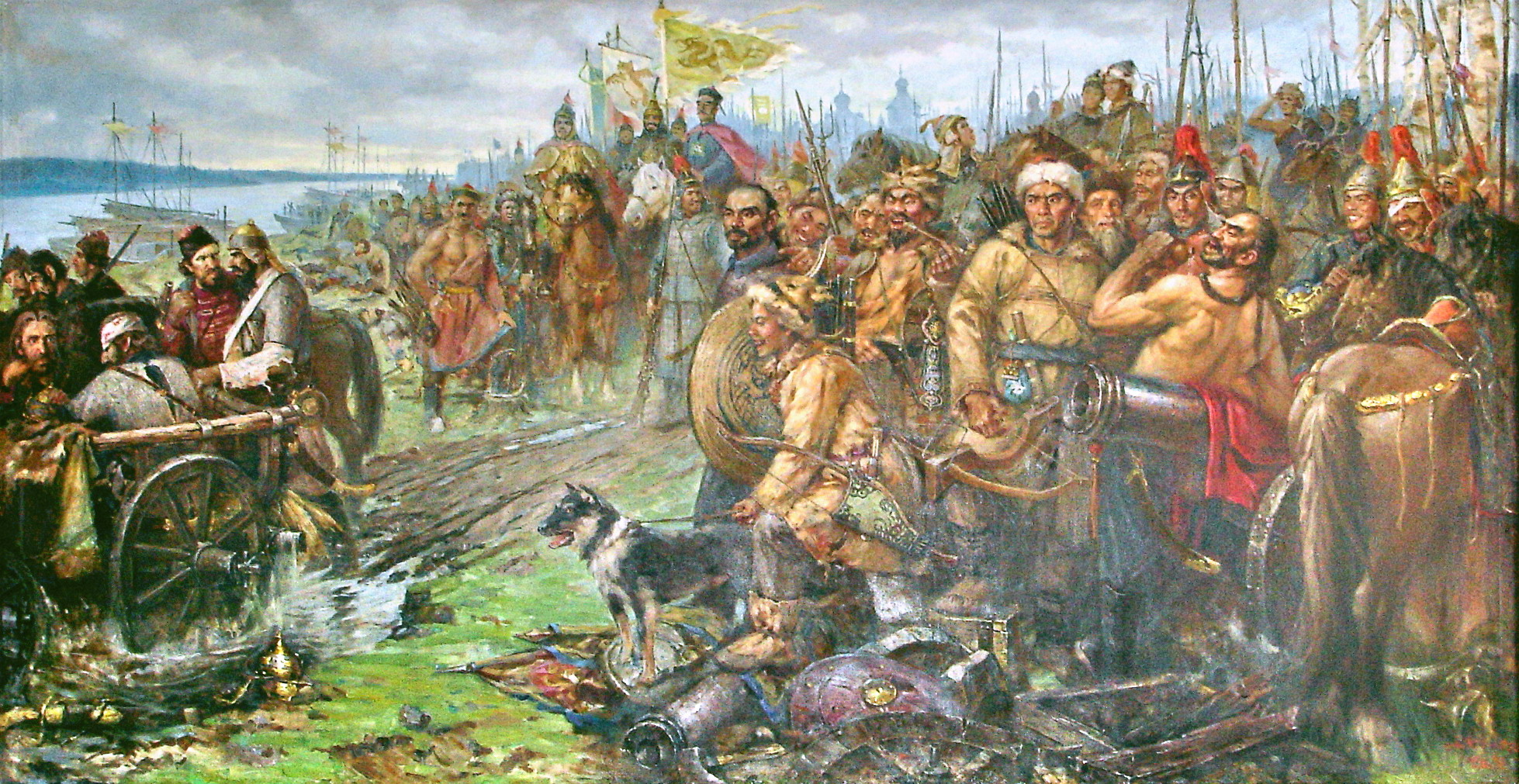
Čchingská vojska vyhánějí Rusy od Amuru (novodobý čínský obraz v letním paláci v Džeholu)

Něrčinská smlouva (rusky: Нерчинский договор, čínsky 尼布楚 pchin-jin Níbùchǔ) je historicky první smlouvou mezi Ruskem a Čínou. Upravovala zejména otázky vzájemných hranic a obchodu. Byla uzavřena v ruském městě Něrčinsk 27. srpna 1689. Ukončila přes 30 let trvající rusko-čchingskou válku.

## Předcházející události
Po založení Tobolska začali kozáci pronikat dále na východ. Obsadili Zabajkalsko a pronikli až k Amuru, kde postavili několik opevněných osad (ostrogů). Jednou z těchto osad byl i Albazino, nacházející se na levém břehu Amuru.
Čchingové žádali, aby Rusové z údolí Amuru odešli. V roce 1684, po potlačení povstání v Číně, Čchingové vypravili vojsko k Albazinu a dobyli jej.
Ruští osadníci se však záhy vrátili. V roce 1682 bylo zřízeno Albazinské vojevodství, které se rozprostíralo na levém i pravém břehu Amuru od soutoku Šilky a řeky Arguň až k řece Zeje.
Rusové vyslali do Zabajkalska Fjodora Golovina, pověřeného správou Zabajkalska a Poamuří a uspořádáním vztahů s čchingskou říší. Pod tlakem hrozících bojů se západními Mongoly (Ojraty) Čchingové nakonec vyslali své poselství s armádou k vyjednávání s Golovinem do Něrčinsku. V čchingském poselstvu byli i jezuité působící v Pekingu.

## Podpis smlouvy

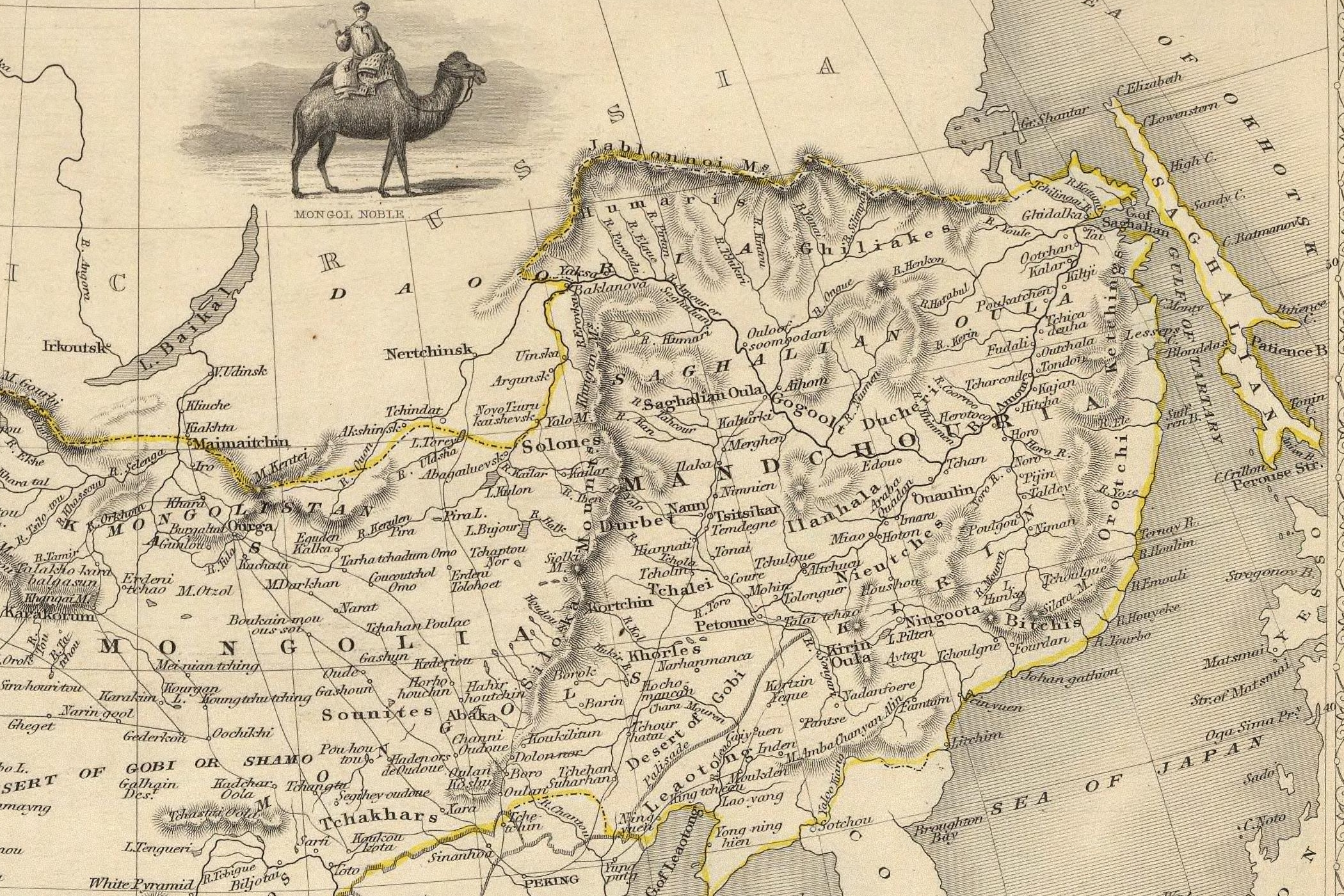
Čínská severovýchodní hranice v roce 1851

Vyjednávání o smlouvě probíhala za přítomnosti čchingského vojska, které přečíslovalo ruskou posádku. Přítomní jezuité sloužili jako tlumočníci a prostředníci.
27. srpna 1689 došlo k podpisu smlouvy. Podle ní oblast na pravém břehu řeky Arguň a obou březích vrchního toku Amuru (tvořící velkou část Albazinského vojevodství a zahrnující Albazin samotný) připadla říši Čching. Smlouva dále upravovala zejména otázky vzájemného obchodu a řešení pohraničních sporů.
Smlouva byla sepsána v pěti jazycích - ruštině, mandžuštině, čínštině, mongolštině a latině. Tato jazyková znění se navzájem od sebe obsahově liší. Navíc smlouva neodkazuje na přesné geografické body, přesný průběh hranice tedy nebyl určen.

## Následující události
Podmínky smlouvy byly upraveny ve prospěch Ruska Ajgunskou smlouvou (1858) a Pekingskou smlouvou (1860).